# Champagne Salon

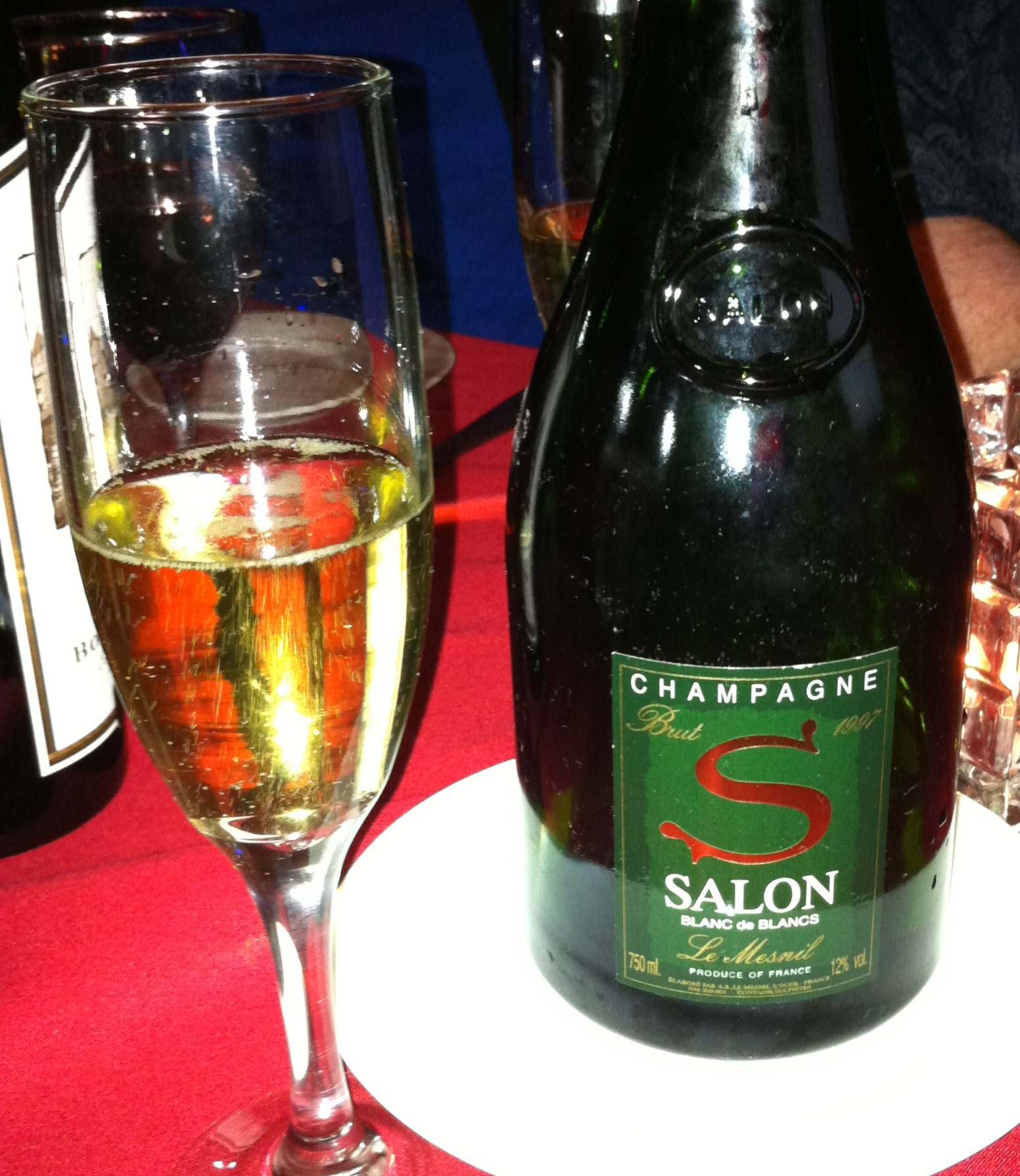
Der „Le Mesnil“ von Salon

Champagne Salon ist ein Champagnerhaus mit Sitz in Le Mesnil-sur-Oger. Das Haus wurde 1905 durch Eugène-Aimé Salon gegründet.

## Geschichte des Hauses
Eugène-Aimé Salon, der durch Fellhandel reich geworden war, erwarb 1905 einen Hektar besten Champagner-Crus des Weinbaugebiets Champagne. Sein Ziel war es für sich und seine Gäste den bestmöglichen Champagner herzustellen. Grundlage hierzu war die Lage „Le Mesnil“, das Terroir der „Côte des Blancs“, und die nach seiner Ansicht beste Rebsorte Chardonnay. 
Nachdem zunächst ausschließlich für den Eigenbedarf vinifiziert wurde, kommerzialisierte er seinen Jahrgangschampagner ab 1921. Salon stellt ausschließlich Blanc de Blancs Champanerweine in ausgewählten Jahren als Cuvée her. Im 20. Jahrhundert waren 37 Jahrgänge hierzu bestimmt. Der eigene Weinbergsbesitz in Le Mesnil trägt nur etwa ein Sechstel der Traubenproduktion zur Gewinnung von Grundweinen bei, der Rest wird auf dem stark reglementierten Markt für Champagnergrundwein zugekauft.
Wie bereits zu Beginn der Produktion wird auch heute noch großer Wert auf qualitätsorientierte Kellerwirtschaft gelegt. Die gesetzlich vorbestimmte Mindest-Lagerzeit von drei Jahren für Jahrgangs-Champagner wird deutlich übertroffen. In der Regel kommen die Produkte erst nach zehn Jahren in den Handel, was natürlich entsprechende Lagerkapazitäten voraussetzt und eine hohe Kapitalbindung hervorruft.
Seit 1988 gehört Champagne Salon zur Handelsgruppe Laurent-Perrier.